# Villa Quilino
Villa Quilino es una localidad argentina ubicada en el departamento Ischilín de la provincia de Córdoba. Se encuentra sobre la ruta provincial 21, a 2 km de Quilino o Estación Quilino, cabecera del municipio y con la cual se halla prácticamente conurbada.

## Toponimia
El nombre significaría pueblo de la laguna en sanavirón, aunque también significa pecho de mujer en quichua.

## Historia
Villa Quilino fue fundada en 1796 sobre un antiguo poblado del pueblo originario quilinón. Su fundador fue el marqués de Sobremonte, en ese entonces gobernador de Córdoba, cercano a la traza del camino Real a Perú, lo que posibilita su subsistencia. En 1877, la comuna es creada oficialmente, pero en 1895 se crea a 2 km del lugar un nuevo poblado para la estación de ferrocarril de Quilino, lo que muda el foco de desarrollo hacia esta última.
La mayor parte de los recursos turísticos de la comuna se hallan en Villa Quilino, como ser el balneario municipal, el paredón del dique, la laguna El Tajamar, la Gruta de la Virgen del Valle y el Santuario San Roque.

## Población
Cuenta con 1,003 habitantes (Indec, 2010), lo que representa un incremento del 13% frente a los 890 habitantes (Indec, 2001) del censo anterior.
| Gráfica de evolución demográfica de Villa Quilino entre 1991 y 2010 |
|                                                                     |
| Fuente: Censos nacionales del INDEC                                 |

## Economía
En la zona se produce agricultura bajo riego. A su vez es también importante la cría de caprinos.

## Geografía

### Sismicidad
La sismicidad de la región de Córdoba es frecuente y de intensidad baja, y un silencio sísmico de terremotos medios a graves cada 30 años en áreas aleatorias. Sus últimas expresiones se produjeron:
- 22 de septiembre de 1908 (116 años), a las 17.00 UTC-3, con 6,5 Richter, escala de Mercalli VII; ubicación 30°30′0″S 64°30′0″O / -30.50000, -64.50000; profundidad: 100 km; produjo daños en Deán Funes, Cruz del Eje y Soto, provincia de Córdoba, y en el sur de las provincias de Santiago del Estero, La Rioja y Catamarca[7]

- 16 de enero de 1947 (78 años), a las 2.37 UTC-3, con una magnitud aproximadamente de 5,5 en la escala de Richter (terremoto de Córdoba de 1947)[6]

- 28 de marzo de 1955 (70 años), a las 6.20 UTC-3 con 6,9 Richter: además de la gravedad física del fenómeno se unió el desconocimiento absoluto de la población a estos eventos recurrentes (terremoto de Villa Giardino de 1955)

- 7 de septiembre de 2004 (20 años), a las 8.53 UTC-3 con 4,1 Richter

- 25 de diciembre de 2009 (15 años), a las 21.42 UTC-3 con 4,0 Richter